# Distretto di Katsuura
Il distretto di Katsuura (勝浦郡, Katsuura-gun?) è uno dei distretti della prefettura di Tokushima, in Giappone.
Attualmente fanno parte del distretto i comuni di Kamikatsu e Katsuura.
| Controllo di autorità | VIAF (EN) 260848408 · NDL (EN, JA) 00636884 |